# Kristin Dattilo
Kristin Dattilo, född 1970 i Kankakee i Illinois, är en amerikansk skådespelare. Hon är syster till Bryan Dattilo.